# Marília Branco
Marília Branco (Rio de Janeiro, 8 maggio 1942 – Rio de Janeiro, 23 agosto 1985) è stata un'attrice brasiliana.

## Biografia

### Vita privata
Dal 1964 al 1965 fu sposata con l'attore italiano Adolfo Celi.

## Filmografia
- El justicero (1967)
- Anuska, Manequim e Mulher (1968)
- Vergogna schifosi, regia di Mauro Severino (1969)
- Per amore o per forza, regia di Massimo Franciosa (1971)
- Mazzabubù... Quante corna stanno quaggiù?, regia di Mariano Laurenti (1971)
- Il sorriso del ragno (1971)
- O Rebu – serie TV, 1 episodio (1974)